# 프랜시스 포드 시모어

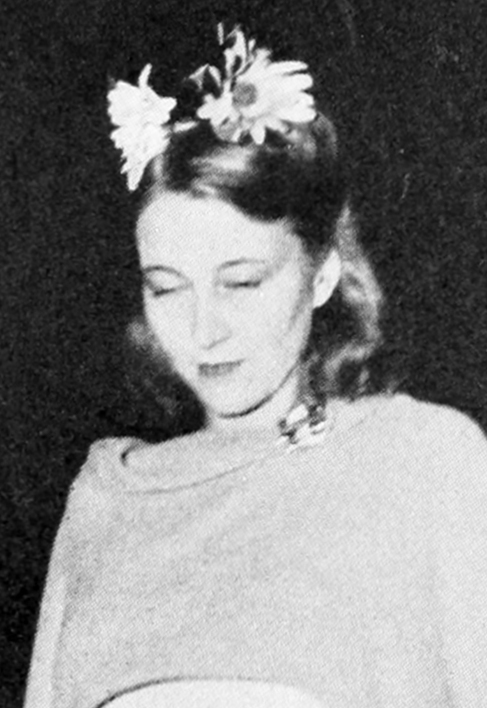
1938년의 시모어

프랜시스 포드 시모어 폰다(영어: Frances Ford Seymour Fonda, 1908년 4월 4일 ~ 1950년 4월 14일)는 캐나다, 미국의 사교계 명사이다. 배우 헨리 폰다의 두 번째 아내이자 배우 제인 폰다와 피터 폰다의 어머니이다.